# جانور (فیلم ۱۹۹۹)
جانور (انگلیسی: Jaanwar) فیلمی هندی در ژانر درام اکشن محصول ۱۹۹۹ به کارگردانی سونیل دارشان است. از بازیگران آن می‌توان به آکشی کومار، کاریشما کاپور، موهنیش باهل و شیلپا شتی اشاره کرد. فیلم در ٣ دسامبر ۱۹۹۹ اكران و با واكنش‌هاى متفاوتى از سوى منتقدان مواجه شد و به سيزدهمين فيلم پرفروش هندى سال تبديل شد.
اين فيلم به عنوان اقتباس فيلم ( يك دنياى بی‌نقص 1993) ساخته كلينت ايستوود توصيف شده است.

## خلاصه داستان
بابو (آکشی کومار) پسری فقیر که در کودکی بخاطر رفع گرسنگی مادرش دنبال تکه نانی است پیش سلطان (شاکتی کاپور) می‌رود؛ اما دیر رسیده و یتیم می‌شود. بعد از این اتفاق سلطان سرپرستی بابو را برعهده می‌گیرد و در کارخانه اسلحه‌ سازی‌اش به او کار داده و او را پادشاه لقب می‌دهد. چندین سال بعد پادشاه با عبدل (آشوتوش رانا) برای سلطان یک طلافروشی را سرقت می‌کنند. برای معامله طلاها آن دو به معدن می‌روند و در تله مامور های پلیس گرفتار می‌شوند که در این تعقیب و گریز پادشاه گلوله می‌خورد. عبدل برای کمک او را تنها می‌گذارد که در همان جا ساپنا (کاریشما کاپور) دختری یتیم که با دایی دائم الخمراش زندگی می‌کند و برای امرار معاش به اجبار دایی‌اش او در خیابان ها می‌رقصد با بدن بیهوش و زخمی پادشاه رو به رو می‌شوند.

## تولید و پخش
فيلم جانور در سال 2000 توسط شركت (تیپ تاپ ويديو) بر روى دى وى دى در تمام مناطق جهان و در قالب يك ديسك منتشر شد. نسخه دی وی دی با NTSC واحد با فرمت کیفیت بالا و صدا و تصویر دیجیتالی بازسازی شده که بعدا توسط (شمارو اینترتینمنت) منتشر شد. دارشان سر انجام در سال ۲۰۱۷ حقوق فيلم هایش را به (زی) فروخت و جانور ۲ سپتامبر ۱۸ سال پس از اکران سینمایی‌اش در (زی سینما) به نمایش درآمد.

## بازسازی
اين فيلم دو بار به زبان بنگالى بازسازى شد، يك بار در بنگلادش در سال ۲۰۰۱ و با نام موخو موخى و یک بار در ايالت بنگال غربى هند در سال ۲۰۰۴ با نام مستان